# Museo Alfred Canel
El Museo Alfred Canel es un museo situado en Pont-Audemer (Eure). 
El museo está organizado en tres espacios:
- las exposiciones permanentes : numerosas pinturas y grabados de Normandía, arqueología, mobiliario, artes decorativas,… ;
- la gran biblioteca : una sala destacable, que presenta una gran variedad de obras antiguas ;
- las exposiciones temporales : en la última planta del edificio , una amplia sala acoge las exposiciones temporales.

En funcionamiento desde 1879, creado a partir de la donación de las colecciones y del hotel particular de un erudito local Alfred Canel.

## Obras destacadas
- Busto de Marie Leczinska[2] de Guillaume Cousin
- Busto de Luis XV[3] de Guillaume Cousin
- Proyecto para una fuente monumental[4] de Guillaume Cousin
- Busto de Augustin Dumont, bronce, 1877, de Gabriel-Jules Thomas[5]